# Симм, Херман
Херман Симм (эст. Herman Simm, согласно советским документам Херман Йоханнесович Симм; род. 29 мая 1947, Сууре-Яани, Вильяндиский район, Эстонская ССР, СССР) — бывший высокопоставленный эстонский чиновник, сотрудник Министерства обороны Эстонии, осуждённый за государственную измену и шпионаж в пользу России.

## Ранние годы. Карьера в МВД СССР
Родился 29 мая 1947 года в городе Сууре-Яаани. Окончил Таллинский политехнический институт по специальности «химик-технолог» в 1970 году и московскую Академию МВД СССР с отличием. По словам Симма, он сдал вступительные экзамены на отлично, но на комиссии подвергся критике за то, что не состоял в партии (сам он объяснил это тем, что на недавнем пленуме раскритиковали партийный аппарат в Эстонской ССР). В КПСС принят в 1976 году. При выпуске получил грамоту из рук министра внутренних дел Н. А. Щёлокова, фотография Симма дважды попадала на доску почёта Академии МВД Эстонской ССР.
С 5 ноября 1966 года служил во 2-м моторизованном взводе отдельного моторизованного оперативного дивизиона Таллинского городского управления милиции. Имел 1-й спортивный разряд по фехтованию и категорию спортивного судьи, награждался почётными грамотами общественных спортивных организаций. 14 июля 1967 года произведён в младшие сержанты милиции, 29 апреля 1971 года — в лейтенанты милиции. Старший лейтенант милиции (1974), сотрудник управления уголовного розыска МВД ЭССР (1977). После окончания Академии направлен на работу в МВД ЭССР в звании капитана милиции в 1979 году. В должности начальника спецотдела Управления вневедомственной охраны при МВД ЭССР участвовал в организации безопасности при проведении Олимпийской парусной регаты в Таллине в 1980 году. В 1981 году получил звание майора и с 1982 года работал начальником отдела милицейской службы УВО при МВД ЭССР; в том же году получил звание подполковника. 5 июля 1990 года присвоено звание полковника. Отмечен 44 поощрениями за 25 лет карьеры в милиции: медалями «За безупречную службу» трёх степеней, нагрудными знаками «За образцовую службу в министерстве внутренних дел» и «Передовой милиционер», юбилейной медалью «50 лет советской милиции», 8 почётными знаками, 2 ценными подарками в виде фотоаппаратов, 8 благодарностями и 17 денежными премиями. Получил всего два выговора за службу (один из них объявлен 27 августа 1985 года за утерю служебного удостоверения во время купания в Пярнуском заливе).

## Полиция и Министерство обороны Эстонии
Во время Поющей революции Симм поддержал сторонников выхода Эстонии из СССР: 15 мая 1990 года он участвовал в обороне здания Верховного Совета Эстонской ССР от просоветских активистов, которые пошли на штурм. В результате завязавшейся потасовки Симму разбили лицо в кровь, и на следующий день в газетах появилась его фотография с окровавленным лицом, что усилило его авторитет среди сторонников независимости Эстонии. 5 октября 1992 года он принёс клятву Эстонской Республике в должности генерального директора Управления охраны Государственного департамента полиции Эстонии, а 23 марта 1993 года правительством республики был назначен префектом Харьюской префектуры полиции Эстонии. Перед назначением дал расписку в том, что не являлся сотрудником КГБ и не участвовал в политических репрессиях против населения Эстонской ССР. Начиная с 2 декабря 1994 года Симм был генеральным директором Департамента полиции Эстонии, но уже 19 мая 1995 года был освобождён от занимаемой должности и отправлен в резерв полиции, вследствие чего 31 июля по собственному желанию попросил освободить от полицейской службы в связи с уходом на пенсию.
3 августа того же года Симм был приглашён в Министерство обороны Эстонии на должность сотрудника (позже руководителя) информационно-аналитического бюро отдела оборонной политики, где проработал до 11 августа 1996 года. 12 августа 1996 года назначен начальником управления обеспечения сохранения государственной тайны общего отдела. В 1999 году выставлял свою кандидатуру от Партии Реформ на выборах в городское собрание Сауэ. С 1 февраля 2001 по 31 мая 2004 года был начальником отдела безопасности при Министерстве обороны Эстонии. В 2006 году оставил все посты, но с 20 ноября 2006 года по 31 марта 2008 года оставался исполняющим обязанности советника министра обороны Эстонии.
Будучи начальником отдела безопасности Министерства обороны Эстонии, Симм считался де-факто полномочным представителем государственной безопасности Эстонии и неоднократно участвовал в различных международных конференциях и подписаниях правительственных договоров по безопасности. По его словам, на одном из фуршетов его лично представила заместительница начальника Агентства национальной безопасности США, что считалось высочайшей рекомендацией в международной разведке. В год Симм совершал до 30 официальных и неофициальных визитов. Он также состоял в комитете безопасности НАТО. В то же время он относился с недоверием к выходцам из советских структур: считается, что командующий Силами обороны Эстонии Йоханнес Керт не получил доступ к секретной информации НАТО именно в связи с запретом со стороны Симма.

## Сотрудничество с СВР
По заявлению замдиректора Центральной криминальной полиции Эстонии Койта Пикаро, во время учёбы в Академии МВД СССР Симм был завербован КГБ. По одной версии, это случилось в 1968 году, когда с ним вступили в контакт в рамках обычной служебной рутины из 3-го отдела КГБ Эстонской ССР, по другой — в обмен на снятие обвинений в спекуляции при перепродаже неких товаров. В 1985 году был зафиксирован ещё один контакт КГБ с Симмом, когда он стал начальником милицейской службы охраны МВД. Считалось, что Симм содействовал в организации слежки за действиями и передвижениями иностранцев, находившихся в Эстонии, а также за общественными мероприятиями, проводившимися в Эстонской ССР, и иногда был инициатором подобных мероприятий. По словам начальника Охранной полиции Райво Аэга, несмотря на то, что в результате контактов Симма и КГБ пострадавших не было, ему стоило бы ещё в 1996 году при регистрации раскрыть эти данные без какого-либо риска для себя.
С 1995 года Симм начал сотрудничество со Службой внешней разведки РФ: в интервью он обосновывал это отчасти шантажом со стороны СВР, которая грозилась рассказать о его прошлом, а отчасти бедственным материальным положением, поскольку в 1990-е годы разорился его сводный брат, а финансовый кризис ударил по родителям Симма. По версии, выдвинутой Охранной полицией Эстонии, основной причиной сотрудничества Симма с российской разведкой стала обида, которую он затаил на руководство страны, поскольку после освобождения от должности генерального директора полиции его назначили на более низкую должность заместителя комиссара отдела расследований криминальной полиции и отказали в присвоении звания генерала. В то же время Симм взял слово с представителей СВР, что передаваемая им информация не будет наносить ущерба безопасности Эстонии.
Изначально Симм получал от 200 до 300 долларов в месяц, а позже стал получать несколько тысяч евро: всего в год он зарабатывал обычно до 100 тысяч крон, выезжая 3-4 раза за границу. При вербовке Симм взял с российских спецслужб обязательство не применять получаемую от него информацию в целях вооружённой агрессии против Эстонии. В случае успеха ему обещали помочь не только восстановить в звании полковника, которого он лишился после распада СССР, но и присвоить звание генерала, в котором ему отказали высокопоставленные чиновники Министерства обороны Эстонии. Кураторами Симма были сотрудники Службы внешней разведки России Валерий Зенцов и Сергей Яковлев. Зенцов в 1970—1991 годах, согласно заявлению премьер-министра Эстонии Марта Лаара, был кадровым военнослужащим ВС СССР и выполнял в звании полковника задачи в сфере безопасности, из-за чего 6 августа 1999 года и был выдворен из страны, однако именно он успел в 1995 году завербовать Симма в Тунисе. Яковлев, имея паспорт гражданина Португалии на имя Антонио де Хесус Аморетт Графа и прикрываясь бизнес-деятельностью, получал от Симма всю необходимую секретную информацию об экономике и энергетике, но после ареста исчез и был объявлен эстонской внешней разведкой в международный розыск.
С 1995 по 2008 годы Симм собирал для СВР документы и персональные данные потенциальных агентов, передав России 3294 секретных документа, из которых 386 относились к делам ЕС и НАТО. По словам Симма, все документы были связаны с безопасностью России и касались вопросов наркотрафика, организованной преступности, деятельности НАТО и террористических угроз. Он обладал детальной информацией о системе Elektrodat, которая координировала обмен засекреченной информацией между странами-членами НАТО. Информация попадала в его руки в печатном виде, на флеш-носителях, компьютерных дискетах и фотоплёнке. Многие материалы хранились у него дома и на даче, в том числе и документы с грифом «Совершенно секретно». Его встречи со связными проходили более чем в 15 странах.

## Арест
С 2006 года Симм находился под особым наблюдением со стороны эстонской контрразведки в связи с тем, что в отношении многих сотрудников выдвигались обвинения в сотрудничестве с разведками иностранных государств. Запрос на слежку в отношении Симма пришёл в 2007 году, когда Агентство национальной безопасности США обнаружило утечку информации и заподозрило в этом Яковлева, который проходил в документах эстонской и американской разведок как «Хесус». Случайным образом во время съёмки скрытой камерой, которая велась в Испании, на кадрах оказался запечатлён Симм, который отдыхал со своей супругой Хеэте. С учётом того, что Симм состоял в комитете безопасности НАТО, началась розыскная операция по его разоблачению. С этой целью эстонцы установили прослушку дома и на работе у Симма, а также установили серию шпионского программного обеспечения на его рабочий компьютер. АНБ обнаружило донесения и денежные отчёты Симма, но его руководство не прислушалось к высказываемым агентом опасениям. После обнаружения слежки Симм уволился из Министерства обороны Эстонии, и российская разведка начала через него искать новых потенциальных агентов. На случай раскрытия у Симма был резервный план, однако воспользоваться им он не успел.
В воскресенье 21 сентября 2008 года Симм и его жена Хеэте были арестованы сотрудниками Охранной полиции недалеко от универмага в Кейла по подозрению в незаконном сборе засекреченной информации и её передаче другому государству — нарушении 232 статьи Пенитенциарного кодекса Эстонской Республики. Сообщалось, что Симм передавал спецслужбам Российской Федерации информацию под грифом «секретно», связанную с разработками систем защиты информации НАТО и Евросоюза. В частности, ему инкриминировали раскрытие следующей информации:
- государственные тайны Эстонии в области внешней политики, обороны, обеспечения внутренней безопасности и защиты информации (не менее 4 документов ограниченного распространения, 1 конфиденциальный документ, 19 секретных документов);
- секретная информация, полученная Эстонией на основании договоров с иностранными государствами и международными организациями (не менее 82 документов ограниченного распространения, 274 конфиденциальных документа и 33 секретных документа с информацией, поступившей из-за границы);
- персональные данные граждан Эстонии и информация, которую можно было использовать для склонения их к государственной измене;
- документы для внутреннего пользования об оборонительной политике Эстонии, деятельности Сил обороны Эстонии, внешней политике и систем безопасности (не менее 2908 документов, передача начиная с 1 сентября 2001 года).

Обвинения в государственной измене и шпионаже выдвигались в адрес сотрудников Минобороны и раньше, поскольку вступление Эстонии в НАТО открывало возможность разведкам других стран получать доступ к международным секретам. Суд проходил в закрытом формате, Симму грозило до 15 лет лишения свободы. Из-за дурного обращения в тюрьме он похудел на 20 килограммов, ему было запрещено общаться не только с родственниками, но и с посторонними лицами вообще. Следствие всячески мешало стороне защиты, не допустив нанятого ею адвоката к участию в процессе и предоставив только государственного защитника. На следствии Симм признался во всём и готов был согласиться в порядке договорного производства на максимальный тюремный срок, чтобы процесс по рассмотрению содержащих государственную тайну материалов не затягивался, но это вызвало подозрение у депутата Рийгикогу Урмаса Рейнсалу, который, предлагая ужесточить наказания за государственную измену, заявил, что Симм что-то предложил прокуратуре взамен. Заместитель министра иностранных дел России в ресторане Таллина пытался убедить министра иностранных дел Эстонии обменять Симма на кого-то из арестованных в России граждан Эстонии, однако переговоры успехом не увенчались, а после вскоре встречи условия содержания заключённого значительно ухудшились. Для введения граждан Эстонии в курс дела по телевидению был показан документальный фильм «Государственный изменник» (эст. «Riigireetur»), в котором рассказывается история Симма. По словам самого Симма, фильм был показан с целью изобразить его опасным преступником.

## Приговор
25 февраля 2009 года Харьюский окружной суд признал Симма виновным в государственной измене и передаче секретной информации, приговорив его к 12 годам и 6 месяцам лишения свободы. Решением суда и согласно эстонскому законодательству Симм был лишён всех своих эстонских наград, среди которых были:
- орден Белой звезды IV степени[19][20][21] (на основании указа президента Тоомаса Хендрика Ильвеса[22]),
- крест Заслуг Министерства обороны II степени (эст. Kaitseministeeriumi II klassi teeneterist)[23][21],
- крест Особых заслуг Сил обороны (эст. Kaitseväe eriteenete rist)[21],
- медаль Заслуг Департамента информации (эст. Teabeameti teenetemedal)[21],
- памятная медаль полиции «10 лет воссоздания полиции» (эст. Politsei mälestusmedal «10 aastat taasloodud Politseid»)[21].

Дополнительно министерство обороны Эстонии выдвинуло против Симма иск в размере 20 155 000 эстонских крон, что эквивалентно около 1,3 млн евро — в такую сумму оценили ущерб, причинённый министерству, однако Симм уверял, что она искусственно раздута. Решением суда Симм обязался выплатить штраф, несмотря на попытки его защиты добиться отклонения иска. Значительную часть этой суммы планировали потратить на перестройку сигнализаций министерства обороны и Генерального штаба Вооружённых сил Эстонии, но Симм уверял, что в министерстве никто не собирался вообще этим заниматься. С целью избежать выплаты денег 28 апреля 2009 года Симм добился признания себя банкротом.

## Тюремное заключение. Освобождение
Симм был отправлен отбывать наказание в Тартускую тюрьму, а его супруга, несмотря на снятие с неё обвинений, была в итоге уволена с поста сотрудника правового отдела департамента полиции Эстонии 31 мая 2009 года, получив компенсацию в размере 12 окладов. Именное оружие Симма — пистолеты CZ 75 и Walther-9, а также ружья ТОЗ-34 и Marocchi A-12 — было продано на аукционе в связи с банкротством владельца. В 2010 году Пыхьяской окружной прокуратурой против Хермана Симма было возбуждено ещё одно уголовное дело, на этот раз по обвинению в предоставлении ложных данных нотариусу; максимальное наказание составляет до 2 лет тюрьмы.
В долгосрочном плане уголовное дело в отношении Симма стало, согласно заявлению следователей, крупнейшим шпионским скандалом в истории блока НАТО и запятнало репутацию Эстонской Республики как члена Североатлантического Альянса. В американской прессе поставили под вопрос целесообразность расширения НАТО на восток в связи с тем, что система безопасности НАТО была скомпрометирована действиями Симма, а самому блоку был нанесён серьёзный ущерб. После вынесения приговора из представительства России в НАТО были выдворены два дипломата, которых обвинили в работе на российскую разведку. В самой же Эстонии министр обороны Яак Аавиксоо объявил, что планирует разделить обязанности полномочного представителя по безопасности и начальника отдела по безопасности во избежание повторения скандала.
После 2015 года, когда прошла половина назначенного срока заключения, Симм неоднократно просил о досрочном освобождении, но получал отказы, несмотря на безупречное поведение. В декабре 2019 года Симм был условно-досрочно освобождён из Тартуской тюрьмы, отбыв в заключении более двух третей назначенного ему тюремного срока, а закон предоставил ему возможность с согласия суда получить испытательный срок, заканчивавшийся 18 марта 2021 года.

## Семья
Супруга — Хеэте Симм, сотрудница МВД Эстонской ССР с 1979 года, магистр в области права, в 2008 году работала в правовом отделе Департамента полиции Эстонии. Участница разработки законодательства Эстонской Республики с 1991 года. В браке родились сын и дочь.